# 郭黙
郭 黙（かく もく、生年不詳 - 咸和5年5月19日（330年6月21日））は、中国の晋代の軍人。字は玄雄。本貫は河内郡懐県。

## 経歴

### 塢主となる
若い頃は身分が低かったが、剛勇をもってその名を馳せた。河内郡太守裴整に仕えると、督将に任じられた。
永嘉4年（310年）7月、漢（前趙）軍の襲来により河内が陥落して裴整が捕らわれると、残された民を率いて自ら塢主となった。また、晋陽で漢と争っていた并州刺史劉琨のもとへ使者を派遣すると、劉琨は承制（皇帝に代わって諸侯や守相を任命する事）を行い、郭黙を後任の河内郡太守に任じ、漢軍を阻むよう命じた。こうして郭黙は懐城に拠ると、戦禍を避けて東へ逃れようとする者から漁船で掠奪を行い、数年で巨万の富を得た。これにより、帰順する流民は甚だ増え、彼は将士をよく慰撫したので、大いに民心を得たという。
ある時、妻の兄である陸嘉が官米数石を盗んで妹に与えていた事が発覚すると、郭黙は法に則って陸嘉を処刑しようとしたので、陸嘉は恐れて漢の征東大将軍石勒のもとへ亡命した。すると、郭黙は自ら妻を射殺し、周囲の者へ私情を挟まない姿勢を示した。
永嘉6年（312年）5月、漢の右将軍劉参が懐城に襲来したが、これを防いだ。
建興元年（313年12月、漢の中山王劉曜は軍を率いて石梁を守る西晋の河南尹魏浚を包囲した。郭黙は兗州刺史劉演と共に軍を派遣して救援に向かったが、劉曜は兵を分けて河北でこれを迎え撃ち、伏兵により郭黙らの軍は撃破され、その騎兵は尽く捕らえられた。魏浚は劉曜に捕まって殺害された。

### 李矩に投じる
建興2年（314年）、劉曜は懐城へ侵攻すると、陣営を三重に連ねて包囲し、兵糧攻めを図った。郭黙は食糧が尽きると妻子を人質に送って投降する旨を伝え、食糧を求めた。劉曜はこれに応じて郭黙に食糧を提供すると、郭黙は約束を反故にして再び城門を閉じ、城を守った。怒った劉曜は郭黙の妻子を黄河に沈めると、攻撃を再開した。郭黙は弟の郭芝を劉琨のもとに派遣して救援を要請したが、劉琨は郭黙が狡猾であった事からこれを警戒し、郭芝を留めて救援を遅らせた。その為、郭黙はさらに使者を派遣して危急を告げさせると、その使者は郭芝が城外で馬に入浴させている所に遭遇し、劉琨に救援する意志がない事を悟ると郭芝を強引に連れて帰還した。次いで郭黙は郭芝を石勒のもとに人質として派遣して救援を請うたが、石勒もまた郭黙は偽りの多い人物とみなしていたので、郭黙の親書を開かずに劉曜に送った。郭黙は人を派遣し、石勒が劉曜に親書を送った事を知った。進退窮まった郭黙は城から出撃して包囲を突破し、新鄭にいた滎陽郡太守の李矩に帰順を請うた。李矩はこれに応じ、外甥である郭誦を派遣して迎え入れさせたが、郭黙は漢軍の攻撃を恐れて合流出来なかった。李矩は劉琨の参軍張肇と共に鮮卑五百騎余りを率いて城外の漢軍を撤退させ、郭誦は密かに懐城を夜襲して漢軍を大破した。こうして、郭黙はその配下を引き連れて李矩に帰順した。
建興5年（317年）2月、漢の将軍劉暢が歩騎3万を率いて李矩を攻めると、郭黙は郭芝に兵を与えて救援させた。郭芝が至った時には既に李矩は劉暢を破っていたが、郭芝はその日の夜に軍を分けて三方より劉暢軍を追撃し、大勝を挙げてから帰還した。
12月、趙固と共に漢領である河東へ侵攻した。絳県まで到達すると、右司隷の民3万人余りが牧馬を盗んで妻子を引き連れ、亡命してきた。だが、漢の騎兵将軍劉勲がこれを追撃して1万人余りを殺害すると、郭黙らは兵を退いて帰還した。漢の将軍劉頡はこれを追撃したが、返り討ちにした。
大興元年（318年）3月、漢の皇太子劉粲・将軍劉雅が歩騎10万を率いて洛陽を守る趙固を討つと、趙固は陽城山に逃亡して李矩に救援を要請した。李矩の命により、郭黙は郭誦と共に救援に向かい、洛口に駐屯した。配下の将軍張皮・耿稚は精鋭千人をもって劉粲を奇襲し、兵の大半を殺傷して陣営を奪い取り、数え切れぬ程の軍需物資を鹵獲した。夜が明けると劉粲の反攻を受けたが、耿稚らは20日余りに渡ってこれを阻み、機を図って包囲を突破した。
同年、東晋の元帝（司馬睿）により潁川郡太守に任じられた。
大興3年（320年）2月、前趙の弘農郡太守尹安・振威将軍宋始を始めとした四軍は洛陽を占拠していたが、彼らは互いに不和を生じていたので、郭黙は李矩と共に各々千騎を洛陽へ侵入させ、これを鎮守させた。だが、尹安らが後趙に降伏の使者を送ると、将軍石生が騎兵五千を率いて洛陽へと到来したので、郭黙らの兵は撤退した。その後、尹安らは後趙からも背いて李矩に使者を派遣して救援を乞うと、李矩の命により郭黙はまた歩兵五百を派遣して洛陽へ入らせた。石生は宋始を攻撃してその将兵を捕らえると、黄河を渡って北へ引き上げた。郭黙もまた洛陽から撤退すると、河南の人々はみなこれに付き従ったので、洛陽は空になった。
6月、郭黙を始めとした東晋の諸将は互いに対立しあっていたが、豫州刺史祖逖は使者を送って彼らの融和を図った。これにより、郭黙らは祖逖の指揮を仰ぐようになった。
太寧2年（324年）1月、後趙の汲郡内史石聡が到来すると、郭黙は李矩と共にこれを迎え撃つも敗れた。
郭黙が祖逖の後を継いだ豫州刺史祖約を攻撃しようとすると、李矩はこれを止めようとしたが、郭黙は従わずに出兵し、祖約に敗れた。
石聡が郭黙を攻めると、郭黙は幾度も後趙から攻撃を受けていたので疲弊し、前趙に降ろうと考えた。その為、参軍鄭雄を派遣してこの事を李矩に持ち掛けたが、李矩は許さなかった。

### 東晋に亡命
5月、後趙の将軍石生が洛陽に駐屯すると、河南の地を大々的に掠奪した。李矩・郭黙はこれに幾度も敗れて食糧難に陥ると、郭黙は再び前趙に降るよう李矩を説得した。進退窮まった李矩は遂に郭黙の計に従う事を決断し、前趙皇帝劉曜の下へ使者を送った。劉曜は従弟の中山王劉岳に1万5千の兵を与えて河陰から孟津へ派遣し、鎮東将軍呼延謨に荊州・司州の兵を与えて崤澠から東へ向かわせ、李矩・郭黙と共に石生を攻めようと謀った。劉岳は洛陽を包囲したが、救援に到来した後趙の中山公石虎に敗れて石梁まで退き下がった。呼延謨もまた石虎に敗れ、戦死した。6月、劉岳は石虎に捕らえられた。郭黙もまた石聡に敗北すると、李矩から離反して単独で密県から陽翟に逃れ、建康へ亡命しようとした。この時、印を解いて参軍殷嶠に授けると「李使君は我を甚だ厚遇してくれたが、今これを棄てて去るのだ。彼には謝罪する言葉も無い。三日経ってからわ我が去った事を伝えるように」と伝えた。李矩は郭黙の裏切りを知って激怒し、郭誦らに詰問の文を書かせて郭黙に送りつけ、また郭誦へ捕らえるように厳命した。郭誦は襄城で追いついたが、郭黙は妻子を棄てて単独で逃走した。無事に建康に到着すると、明帝より征虜将軍に任じられた。
咸和元年（326年）6月、監淮北諸軍事・北中郎将劉遐が没すると、子の劉肇がまだ幼かったので、郭黙は後任の北中郎将・監淮諸北軍事となって仮節を与えられ、劉遐の部曲を領した。劉遐の旧臣李龍らが乱を起こすと、郭黙は右衛将軍趙胤らと共に乱を鎮めた。

### 蘇峻の乱
咸和2年（327年）10月、中書令庾亮は強大な兵権を握る歴陽内史蘇峻を朝廷に召還しようしてその兵を奪おうと画策し、また同時に蘇峻が反乱を起こすのを恐れ、郭黙を後将軍・領屯騎校尉に任じてこれに備えた。同月、蘇峻の乱が勃発した。
咸和3年（328年）1月、都督大桁東諸軍事卞壼・侍中鍾雅の傘下に入り、西陵において蘇峻を阻んだ。郭黙自身は戦功を挙げたものの、討伐軍は蘇峻の攻勢を抑える事は出来ず、大敗を喫した。やがて建康が陥落すると、郭黙は庾亮・趙胤らと共に尋陽に逃れた。
6月、荊州刺史陶侃の命により、兗州刺史郗鑒と共に京口に拠った。大業・曲阿・庱亭に3つの砦を築き、反乱軍の勢力を分断させる計画が立案されると、郭黙は大業に派遣されてこれを守った。9月、蘇峻の将軍張健・韓晃らが大業へ急攻すると、砦内は水不足に陥り、糞汁ですら飲用されたという。郭黙は恐れて密かに南門から脱出し、兵を留めて砦を固守させた。329年2月、蘇峻の乱は平定され、大業の包囲も解かれた。

### 劉胤との対立
12月、中央への召還を命じられ、右軍将軍に任じられた。だが、郭黙は辺境の将であることに満足しており、宿衛の任に就くことを願っていなかったので、これに赴く前に平南将軍劉胤へ「我は胡を御する以外の才はない。右軍は禁兵であり、実戦の場では恐れがあるだろう。出征したとしても兵卒には経験がなく、恩信も行き渡っておらず、敵に臨めば敗れるであろう。官は才に応じて選ぶべきであり、もし人臣が官を選べば、簡単に乱を招くであろう」と訴えたが、劉胤は「論ずる所はその通りだが、我のような小人にはどうにも出来ぬ」と言うのみであった。いよいよ出発するに当たり、郭黙は費用の援助を劉胤に求めたが断られたので、劉胤を恨んだという。また、かつて郭黙が尋陽に逃れたとき、劉胤の下を詣でた事があった。だが、劉胤の長史張満らは郭黙を軽んじ、服を脱がして辱めたので、郭黙はこれを常々怨んだ。臘日に劉胤は郭黙へ酒一器と豚一頭を贈ったが、郭黙は信書も開かずにこれを水中に投げ捨て、その怒りは益々甚だしかった。劉胤は王導の支持により江州刺史に任じられたが、郭黙は郗鑒と共にこれに反対した。
僑人の蓋肫は孔煒の娘を略取して妻としていたが、孔煒の家族は娘を返還するよう求め、劉胤・張満らはこれを家へ還させようとした。だが、蓋肫はこれを拒んだので劉胤らと対立するようになり、彼は郭黙へ「劉江州は免官を受け入れず、密かに異図を抱き、長史司馬張満・荀楷らと日夜謀略を巡らし、その反逆は形になっております。ただ郭侯一人を忌んだおり、まず郭侯を除いてから事を起こすでしょう。禍が至るのをどうか深く備えられます」と述べた。郭黙はこれにより遂に徒党を率い、夜明け前に劉胤を襲撃した。劉胤は将兵を率いてこれを防がんとすると、郭黙は大声で「我は詔を受けて討伐しているのだ。動く者は誅が三族に及ぶであろう」と言い放った。遂に中へ侵入すると、妾と共にいた劉胤を引きずり出してこれを処断した。さらに、劉胤の参佐張満・荀楷らを捕え、大逆の罪をもって誣告し、尽く処断した。劉胤の首級は建康へ送り、詔書を偽作して内外にこれを知らしめ、劉胤の娘や諸妾・金宝を掠奪してから船で帰還した。
その後、劉胤の江州府を掌握すると、譙国内史桓宣・王愆期らを招聘したが、桓宣は守りを固めて招聘に応じなかった。王愆期は難を恐れ、郭黙に平南将軍・江州刺史となるよう勧めると、郭黙はこれに同意した。だが、王愆期はまもなく廬山に逃亡した。

### 陶侃に敗北
咸和5年（330年）1月、司徒王導は郭黙が勇猛であり制圧するのが難しいことから、大赦を発して劉胤の首級を大航に晒し、郭黙を西中郎将・豫州刺史に任じた。武昌郡太守鄧嶽がこの経緯を太尉陶侃に伝えると、陶侃は「この人事は必ず偽りである。」と言い、その日のうちに郭黙の罪を上疏し、将軍宋夏・陳脩に兵を与えて湓口に駐屯させ、自らも大軍を率いてこれに続いて進軍した。郭黙は使者を陶侃の下へ派遣して妓妾と絹百匹を送り、写し取った詔書を陶侃に呈上した。僚佐の多くが陶侃を諌め「郭黙は詔書を得ていなければ、なぜこのように大胆な事をするというのですか。もし進軍されるとしても、本当の詔書を待ってからにすべきではないでしょうか。」と言うと、陶侃は色をなして「天子はまだ幼く、これは決して自らの意ではない。劉胤は朝廷に重用されており、任務において才が乏しいとはいえ、どうして死罪になり得るだろうか。郭黙は勇猛を頼みとし、貪欲で横暴な振る舞いを繰り返している。国家の大乱がちょうど平定されたばかりであるから、朝廷の法律は簡略になっており、機会に乗じて好き勝手に振舞っているにすぎないのだ」と言い、使者を派遣して郭黙の罪状を陳述させた。また、陶侃は王導に書を送って「郭黙は刺史を害して、自ら取って代わろうとしております。これを許すということは、宰相を殺してしまえば、自ら宰相になれるということと同じですぞ」と言った。王導はこれを受けて劉胤の首級を晒すのを止め、豫州刺史庾亮は郭黙討伐の援護に当たった。
2月、陶侃が軍を進めて江州に至ると、郭黙は南へ移り豫章を占めようと考えた。だが、陶侃の行動は速く、移動の途上で鉢合わせになり、一戦するも不利になった。その為、尋陽城に籠ると、米を積み上げて堡を築き、食糧が豊富にあることを顕示した。陶侃は土塁を築いて彼と対峙し、包囲攻撃を掛けた。
3月、庾亮の軍勢が湓口に到着すると、各道に屯していた軍は皆合流し、包囲は幾重にもなった。陶侃は郭黙の驍勇を惜しんで、生きて投降させようと思い、郭誦を派遣して郭黙と会見させた。郭黙は降伏を約束したが、配下の張丑・宋侯らが陶侃に殺されることを恐れて反対したので、出ることが出来なかった。5月、尋陽への攻撃は激しくなると、郭黙配下の宗侯が郭黙とその子5人と将軍張丑を縛って陶侃に投降した。陶侃は軍の門前で郭黙とその残党40人余りを斬首し、首級を建康へ送った。

## 伝記資料
- 『晋書』巻63 列伝第33
- 『資治通鑑』巻87 - 巻94